# بارو (بازار)

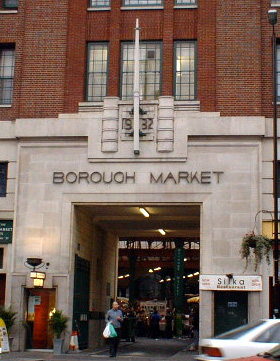
ورودی بارو مارکت

بازار بارو یا بارو مارکت (به انگلیسی: Borough Market)، یکی از قدیمی‌ترین بازارهای لندن و همچنین قدیمی‌ترین بازار عرضه محصولات کشاورزی است که همچنان فعال است.شکل کنونی این بازار در سال ۱۷۵۶ گشایش یافت.